# Sainte-Cécile-les-Vignes
Sainte-Cécile-les-Vignes település Franciaországban, Vaucluse megyében. Lakosainak száma 2639 fő (2022. január 1.). Sainte-Cécile-les-Vignes Rochegude, Suze-la-Rousse, Tulette, Cairanne, Lagarde-Paréol, Saint-Roman-de-Malegarde, Sérignan-du-Comtat és Travaillan községekkel határos.

## Népesség
A település népessége az elmúlt években az alábbi módon változott:
| Lakosok száma | 2394 | 2445 | 2514 | 2505 | 2548 | 2591 | 2634 | 2637 | 2639 |
|               | 2013 | 2015 | 2016 | 2017 | 2018 | 2019 | 2020 | 2021 | 2022 |